# Fugazi (álbum)
| Críticas profissionais | Críticas profissionais |
| Avaliações da crítica  | Avaliações da crítica  |
| Fonte                  | Avaliação              |
| ---------------------- | ---------------------- |
| allmusic               | link                   |

Fugazi é o segundo álbum de estúdio da banda de rock britânica Marillion, lançado em 1984. 
Este álbum teve um processo de gravação conturbado, devido à saída do baterista Mick Pointer após a turnê do álbum anterior. Durante boa parte do processo a banda gravou sem baterista oficial, até que Ian Mosley fosse escolhido e finalizasse as partes de bateria. Isso acarretou uma má produção do álbum, que acabou por ser considerado pela crítica como o trabalho mais fraco da Era Fish.
O estilo sonoro do disco é, de modo geral, mais sombrio e agressivo que o de Script for a Jester's Tear, possuindo uma maior tendência para o Hard Rock e para a música eletrônica. A maior parte das letras aborda questões relativas a relacionamentos humanos: "Punch and Judy", "Jigsaw", "Emerald Lies", "She Chameleon", "Incubus". Também são feitas críticas sociais ("Fugazi") e uma referência ao ex-baterista Mick Pointer ("Assassing").
Apesar dos problemas, o álbum foi um sucesso no Reino Unido: emplacou o quinto lugar na parada de álbuns por vinte semanas , além de dois singles (Punch and Judy e Assassing) no Top 40 do UK Singles Chart.

## Faixas

### Lado um
1. "Assassing" – 7:02
2. "Punch and Judy" – 3:21
3. "Jigsaw" – 6:49
4. "Emerald Lies" – 5:08

### Lado dois
1. "She Chameleon" – 6:52
2. "Incubus" – 8:30
3. "Fugazi" – 8:12

### Faixas-bônus da edição remasterizada
1. "Cinderella Search" (12" version) – 5:31
2. "Assassing" (Alternate Mix) – 7:40
3. "Three Boats Down From The Candy" – 4:00
4. "Punch and Judy" (Demo) – 3:50
5. "She Chameleon" (Demo) – 6:34
6. "Emerald Lies" (Demo) – 5:32
7. "Incubus" (Demo) – 8:09

## Músicos
- Fish – vocais
- Steve Rothery - guitarra
- Mark Kelly - teclado
- Pete Trewavas - baixo
- Ian Mosley - bateria
- Linda Pyke - segunda voz em "Incubus"